# Zarrīn Derakht
Zarrīn Derakht (persiska: زرّين درخت) är en ort i Iran.   Den ligger i provinsen Chahar Mahal och Bakhtiari, i den centrala delen av landet, 500 km söder om huvudstaden Teheran. Zarrīn Derakht ligger 1 780 meter över havet och antalet invånare är 352.
Terrängen runt Zarrīn Derakht är varierad. Runt Zarrīn Derakht är det ganska glesbefolkat, med 38 invånare per kvadratkilometer. Närmaste större samhälle är Lordegān, 11,4 km väster om Zarrīn Derakht. Omgivningarna runt Zarrīn Derakht är i huvudsak ett öppet busklandskap.